# Cristóvão Jaques
Cristóvão Jaques (* 1480 in der Algarve; † 1555) war ein portugiesischer Seefahrer und Entdecker. 

## Person
Cristóvão Jaques kam als unehelicher Sohn (portugiesisch filho bastardo) des Spaniers Pedro Jaques aus Aragon und der Dona Beatriz Afonso auf die Welt, legitimiert am 31. Januar 1495 durch Johann II. Er wurde zum Fidalgo des nachfolgenden Königs Dom Manuel I. ernannt und heiratete eine Tochter von Francisco Pôrto Carreiro, aus der Ehe gingen drei Kinder hervor.  

## Entdeckungsreisen
Erste Entdeckungsreise
10. Juni 1503 (Lissabon) – September 1504 (Lissabon): Unter Generalkapitän Gonçalo Coelho stach die Flotte mit sechs Karavellen in See zu einer Entdeckungsreise mit dem Ziel der Straße von Malakka. Amerigo Vespucci befehligte eine der Karavellen, Fernão de Noronha und Cristóvão Jaques jeweils eine weitere. Durch schwere Stürme Richtung Brasilien gingen vier Schiffe verloren. Er stellte zwischen Touros und Baixa Verde in Brasilien ein Padrão auf.
Damião de Góis berichtete, Coelho sei am 10. Juni 1503 mit sechs Schiffen nach „Santa Cruz“ (dem heutigen Porto Seguro) abgefahren, habe vier Schiffe verloren und sei mit zwei Schiffen mit Brasilholz, Affen und Papageien zurückgekehrt, ohne die Straße von Malakka befahren zu haben. Die dezimierte Armada unter Coelho kehrte mit zwei Schiffen im September 1504 zurück, darunter auch Jaques.
Zweite Entdeckungsreise
21. Juni 1516 – 9. Mai 1519: zwei Karavellen unter Cristóvão Jaques hatten unter anderem den Auftrag, auf See französische Brasilholz-Schmuggler (portugiesisch bandeirantes) aufzubringen. Jaques erbaute ein Fort und einen Handelsposten auf der Insel Itamaracá (Pernambuco), legte einen Zwischenstopp in der Guanabara-Bucht ein und drang bis zum Rio da Prata vor.
Dritte Entdeckungsreise
21. Juli 1521 – 8. September 1522: Am 1. November 1521 kam Jaques  an der Allerheiligenbucht an. Im Dezember 1521 erreichte ihn die Nachricht, dass König Johann III. seinen Vater Manuel I. am 19. Dezember 1521 abgelöst habe.
Vierte Entdeckungsreise
5. Juli 1526 – 26. Oktober 1528: Unter der Führung von Jaques verließ eine gut bewaffnete Armada von sechs Schiffen (fünf Karavellen und eine Nau) Lissabon, die im April/Mai 1527 in der Allerheiligenbucht ein normannisches Fort zerstörte, mehrere Boote versenkte und über 300 Gefangene machte.

## Weiteres Leben
Am Abreisetag der letzten Brasilienreise (5. Juli 1526) ernannte König Johnann III. Jaques zum „Governador dos Partes do Brasil“. Insbesondere in den Jahren 1535 und 1536 planten Diogo Gouvea und Cristóvão Jaques, zwei wichtige Unterstützer der portugiesischen Monarchie, akribisch die Einführung einer lebensfähigen Regierung in Brasilien auf Basis von vererblichen Kapitanaten (portugiesisch Capitanias hereditárias) genannten kolonialen Verwaltungseinheiten. Über sein weiteres Leben wird nicht berichtet. Er verstarb wahrscheinlich im Jahre 1555.